# Такасе Акіміцу
Такасе Акіміцу (яп. 高瀬 右光, Takase Akimitsu, нар. 1 вересня 1970) — відомий японський сейю.

## Біографія
Працює в озвученні таких жанрів, як: бойовики, аніме, мультфільми. Усього озвучив понад 25 творів, з 1984-го по 2014-й рік.

## Найкращі озвучення серіалів
- Сталевий алхімік
- Наруто: Ураганні хроніки
- Боєць Бакі
- Наруто
- Shingeki no Kyojin
- Psychic Detective Yakumo